# Mind on a Milli
Mind on a Milli è un singolo del rapper statunitense Gunna, pubblicato il 29 settembre 2017.

## Tracce
1. Mind on a Milli – 3:03